# Flotilha

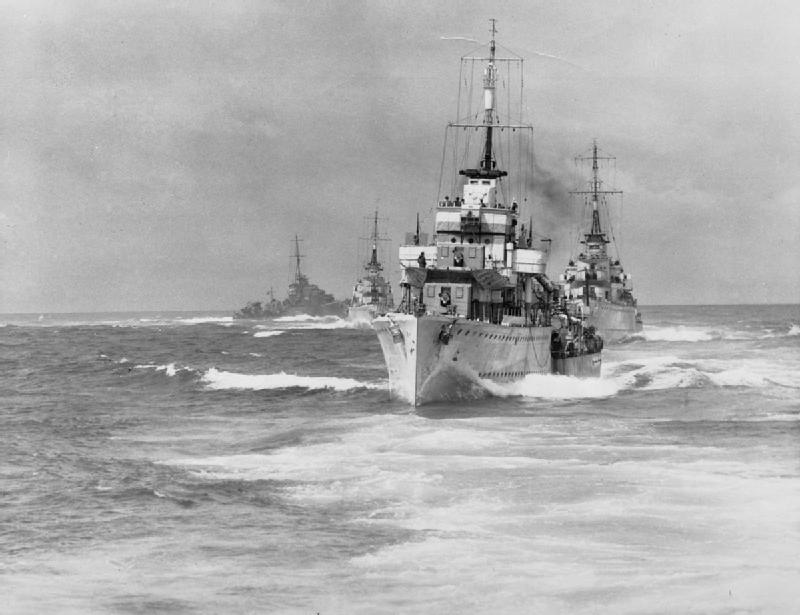
Flotilha de contratorpedeiros da Royal Navy britânica - 1942.

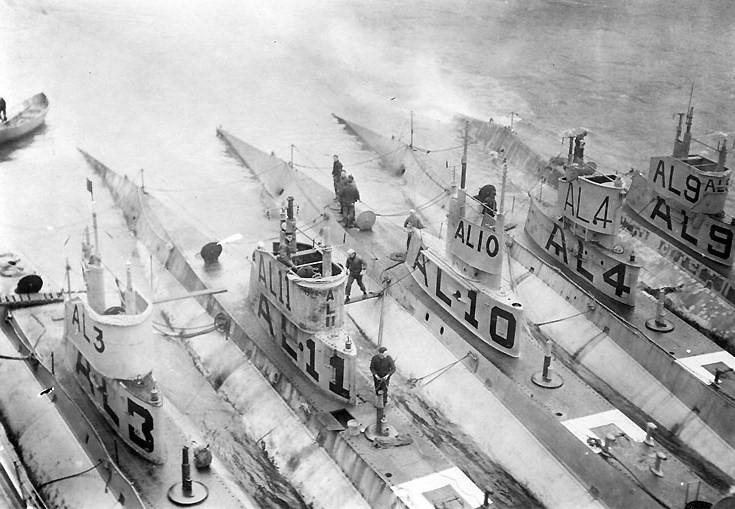
Flotilha de submarinos da Marinha dos EUA - 1918.

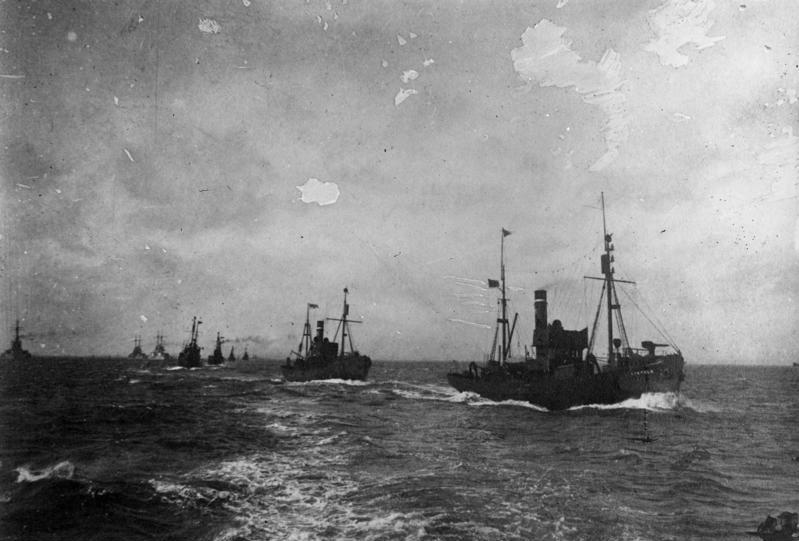
Flotilha de navios-patrulha costeiros da Kaiserliche Marine alemã - 1914.

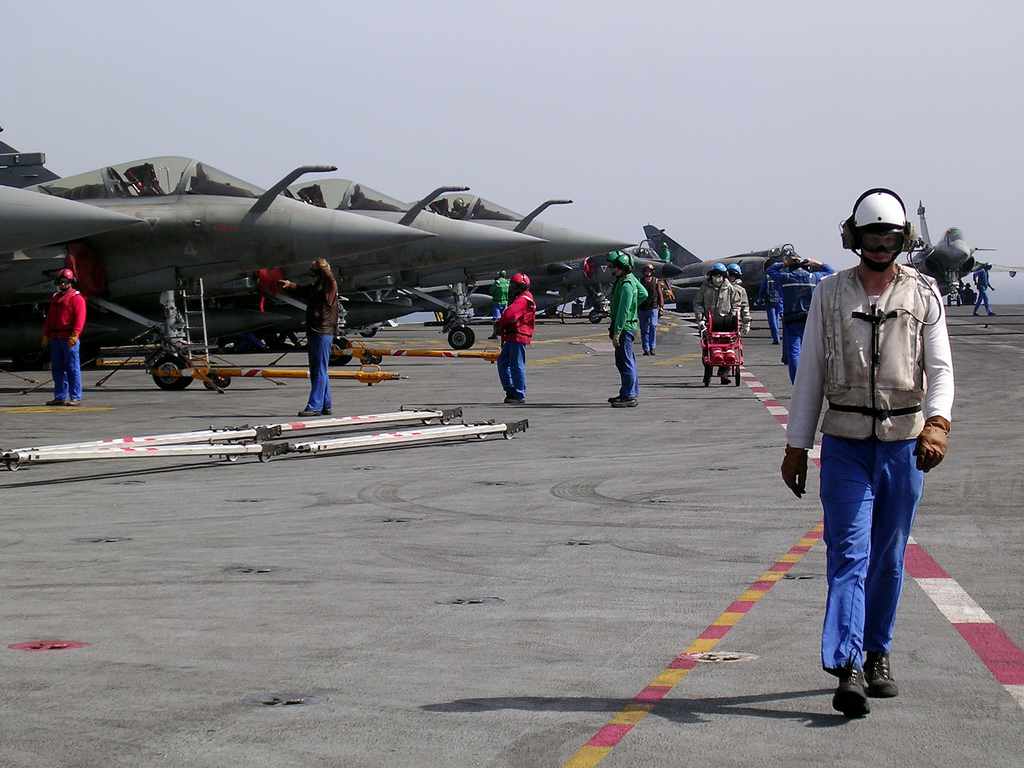
Flotilha de caças embarcados Dassault Rafale da Marine nationale francesa - 2007.

Flotilha normalmente designa uma divisão de embarcações de uma frota.
Flotilha (do diminutivo de "flota" em espanhol, através do francês antigo "flote", pelo nórdico antigo "floti", de raízes indo-europeias) pode ser usado para designar uma frota pequena de navios (mercantes ou militares), geralmente entre 2 a 10 navios, ou um agrupamento de aeronaves. O termo "frotilha" (diminutivo de "frota") é equivalente a "flotilha" mas caiu em desuso.
Uma flotilha, da marinha de guerra, é uma parte menor da totalidade das embarcações de uma esquadra ou frota. Tradicionalmente, organizavam-se em flotilhas por região de atuação, como a flotilha de Azov da antiga União Soviética, por classe, como contratorpedeiros, pelo tamanho, pela missão, como a "flotilha Para o socorro da vítimas do terremoto do Haiti", ou pela função, como os navios de apoio (navio hospital, navio oficina e navios de suprimentos). Quando organizado pelo tamanho, os maiores e mais potentes eram conhecidos por "navios de esquadra" ou "navios de frota", enquanto os menores e de menor "poder de fogo" eram conhecidos por "navios de flotilha".
Algumas marinhas, as flotilhas de certos tipos de navios são chamadas "esquadrilhas".

## Organização
A flotilha é, normalmente, comandada por um capitão de mar e guerra. Ocasionalmente, de acordo com o tipo de organização de cada marinha, pode ser comandada por um comodoro ou por um contra-almirante. Quando é comandada por um oficial superior, esse oficial, normalmente, também é o comandante do próprio navio-chefe da flotilha. A flotilha poderá estar dividida em duas ou mais divisões.
Sobretudo, a seguir à Segunda Guerra Mundial, com o aumento das capacidades e das dimensões dos contratorpedeiros e das fragatas - que passaram a ser os principais navios de guerra na maioria das marinhas - estes deixaram de ser organizados em flotilhas, passando agrupar-se em esquadras. Por outro lado, a tradicional organização naval em flotilhas, divisões e esquadras, foi substituída pelos agrupamentos operacionais temporários em grupos-tarefa e forças-tarefa.
Nalgumas marinhas, o termo "flotilha" foi mantido como designação de certos agrupamentos administrativos de navios e de aeronaves navais.

## Marinha Portuguesa
Atualmente, "Flotilha" é a designação do comando administrativo que agrupa os navios de guerra e os helicópteros da Marinha Portuguesa. A Flotilha está subordinada ao Comando Naval e é comandada por um contra-almirante, que cumulativamente desempenha as funções de 2º comandante naval.
Entre 1924 e 1925, a Marinha Portuguesa organizou a Flotilha Ligeira que agrupava os seus contratorpedeiros e torpedeiros. 
Em 1956 e 1958 foram criadas três flotilhas, dependentes da Força Naval da Metrópole:
1. Flotilha de Escoltas Oceânicas - substituindo a Flotilha Ligeira e agrupando avisos, contratorpedeiros, fragatas e, mais tarde, corvetas;
2. Flotilha de Navios Patrulhas - agrupando navios-patrulha e lanchas de fiscalização;
3. Flotilha de Draga-Minas - agrupando navios de guerra de minas.

Cada flotilha era comandada por um capitão de mar e guerra. Os submarinos continuaram a agrupar-se na Esquadrilha de Submersíveis e não, numa flotilha. O mesmo aconteceu com as lanchas de fiscalização e de desembarque atribuídas aos comandos navais e de defesa marítima do Ultramar, que se agrupavam em esquadrilhas de lanchas. Em 1958, as flotilhas passaram a estar dependentes do Comando Naval do Continente - que substituiu a Força Naval da Metrópole - e, em 1964, passaram a ser consideradas forças navais permanentes.
A Lei Orgânica da Marinha de 1993 estabeleceu uma reorganização da Marinha Portuguesa que levou à substituição das anteriores flotilhas por esquadrilhas e à constituição de uma única flotilha que agrupa, administrativamente, as diversas esquadrilhas de navios e de aeronaves. Assim, a atual Flotilha é um órgão de implantação territorial e comando administrativo responsável pelo aprontamento e apoio logístico de administrativo das unidades navais da Marinha Portuguesa. Dependentes da Flotilha estão outros comandos administrativos subordinados - cada qual agrupando unidades navais do mesmo tipo ou de tipos afins - designados: Esquadrilha de Escoltas Oceânicas (anterior Flotilha de Escoltas Oceânicos), Esquadrilha de Navios Patrulhas (anterior Flotilha de Navios-Patrulhas), Esquadrilha de Draga-Minas (anterior Flotilha de Draga-Minas), Esquadrilha de Submarinos e Esquadrilha de Helicópteros.